# 科瓦利夫卡 (別利亞耶夫卡區)
46°42′30″N 30°36′27″E / 46.70833°N 30.60750°E

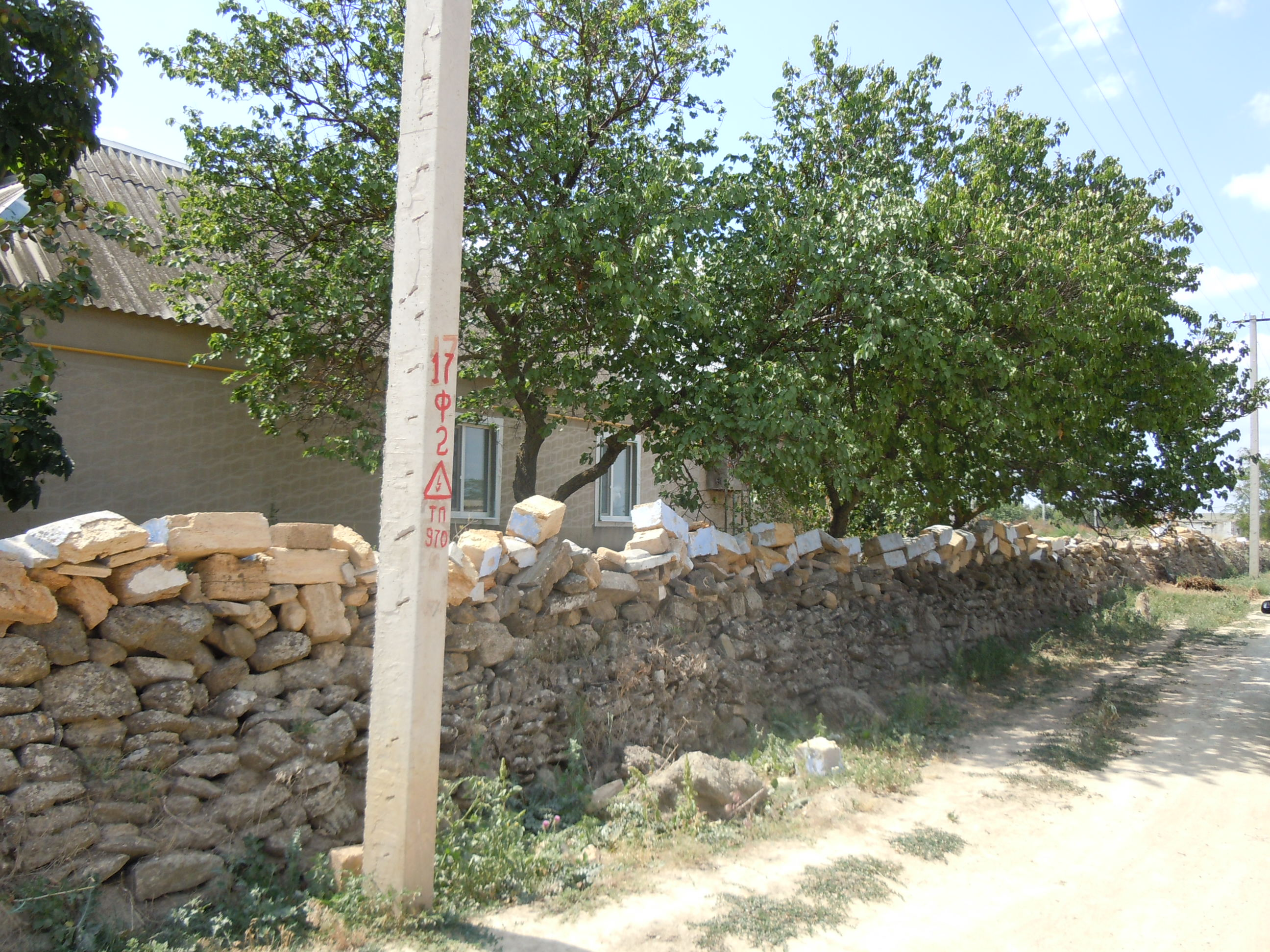

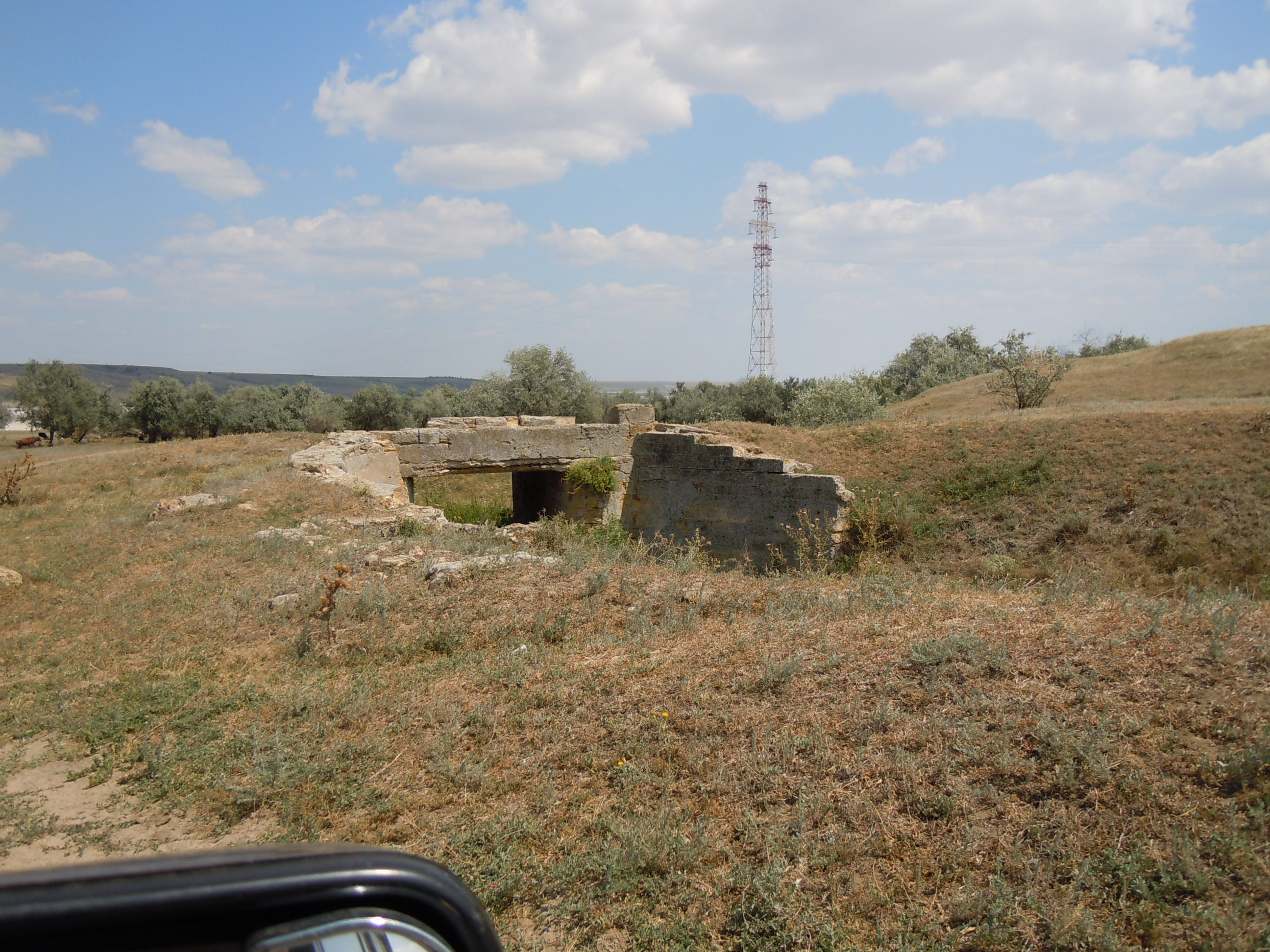

科瓦利夫卡（烏克蘭語：Ковалівка）是位於烏克蘭西南部的村莊，由敖德萨州敖德萨区的烏薩托韋市鎮負責管轄。該村始建於1805年，面積0.43平方公里，海拔高度16米，2001年人口223，人口密度每平方公里518.6人。